# Juozas Vaičiulis
Juozas Vaičiulis (*  30. August 1956 in Svetlica bei Marijampolė) ist ein litauischer Politiker, Bürgermeister.

## Leben
1974 absolvierte er das Polytechnikum in Alytus, 1983 das Diplomstudium des Energiewesens an der Lietuvos žemės ūkio akademija.
Von 1974 bis 1992 war er Elektrotechniker im Sūduva-Kolchos, von 1992 bis 1995 Mitarbeiter bei Žemės ūkio bendrovė „Gulbinas“. Von 1995 bis 1998 war er stellv. Bürgermeister des Rajons Marijampolė, von 1998 bis 2000 Bürgermeister von Marijampolė. Von 2000 bis 2004 arbeitete er bei AB „Lietuvos žemės ūkio bankas“ (AB „Bankas NORD/LB Lietuva“). Von  2000 bis 2003 war er Mitglied im Rat der Gemeinde Kalvarija.
Ab 1992 war er Mitglied von  Lietuvos krikščionių demokratų partija.